# 胡遵化
胡遵化（16世紀—17世纪），號葵一，河南汝寧府上蔡县人。明朝政治人物、進士出身。

## 生平
万历十六年戊子科舉人，十七年（1589年）己丑科聯捷進士，户部觀政，八月授湖廣衡阳县知县，居官清慎，不避权贵，請改教職，二十年二月選潞安府教授，二十二年遷順德府推官，以終養告病歸。

## 家族
曾祖胡清。祖父胡友。父胡应福，寿官。